# Марко Дошен
Марко Дошен (Мушалук код Госпића, 7. јул 1859 — Загреб, 7. септембар 1944) био је хрватски политичар, писац и припадник Усташког покрета.

## Биографија
Марко Дошен је рођен 7. јула 1859. године у Мушалуку код Госпића. Основну школу је завршио у Лици, а један разред гимназије у Бјеловару. Ушао је у трговину, а 1890. сепреселио у Санкт Петербург гдје је отворио књижару. Заједно са руским историчарем Филиповим, објавио је књигу Хрвати и њихова борба с Аустријом. У Госпић се вратио 1893. године и у наредном годинама започео је издавањем недјељника Хрват, који је он уређивао десет година.
Био је члан Старчевићеве странке права и заступник у Хрватском сабору од 1913. до 1918. године. Од 1918. године био је члан Хрватске пучке сељачке странке (ХПСС). Изабран је за народног посланика у Народној скупштини Краљевине Срба, Хрвата и Словенаца на изборима 1920, 1923. и 1925. године.
Након споразума Пашић—Радић 1925. године, прекинуо је своју сарадњу са Радићевом ХСС. Након што је краљ Александар I увео Шестојануарску диктатуру 1929. године, Дошен је постао члан Усташког покрета. Заједно са Андријом Артуковићем, био је главни организатор Велебитског устанка. Након неуспјеха устанка, побјегао је из земље и био Павелићева веза са службеним круговима у Мађарској.
Након проглашења Независне Државе Хрватске, у НДХ је дошао из Мађарске, гдје је живио од 1934. године. Павелић га је именовао за доглавника у Главном усташком стану. Предсједник Хрватског државног сабора постао је 1942. године. Сабор је имао савјетодавну улогу и био је без утицаја, пошто је сва власт и даље код Павелића. Дошен и још девет његових колега, су били критички расположени према усташкој спољној и унутрашњој политици и своје критике су изнели Павелићу 30. новембра 1942. године. У меморандуму су критиковани Римски уговори и демографско уништење хрватског народа у Далмацији, захтијева се рјешење питања Далмације и Хрватског приморја, упозорава се на корупцију и нестручност у управи, на незаконите поступке у логорима и општи осјећај правне несигурности. Захтјевала се реорганизација и нови сазив Сабора, побољшање стања у управи и војсци, пуштање из логора свих који су тамо неоправдано заточени и затварање само на темељу редовног судског поступка. Реакција је брзо услиједила, пошто је Сабор распуштен 28. децембра 1942. и више се никада није састао. Иако се Сабор састао само неколико пута током свог постојања, Дошен је остао на дужности предсједника све до своје смрти. Године 1944. добио је одликовање Војнички ред жељезног тролиста, па је добио титулу витеза.
Преминуо је 7. септембра 1944. године у Загребу, а сахрањен је на градском гробљу Мирогој уз пуне државне и војне почасти.